# Aziz Ab'Saber
Aziz Nacib Ab'Sáber (San Luis de Paraitinga, 24 de octubre de 1924 - Cotia, 16 de marzo de 2012) fue un geógrafo, geólogo, ecólogo, y profesor brasileño. Considerado como una referencia internacional en materia de ambiente e impacto ambiental, ha recibido los más altos honores en Brasil en las ciencias de arqueología, geología y ecología. Fue miembro de Honor de la Sociedad Brasileña de Arqueología, recibió la Gran Cruz de Ciencias de la Tierra por la Orden Nacional del Mérito Científico de Brasil, el Premio Internacional de Ecología, 1998 y el Premio de la UNESCO para la Ciencia y el Medio Ambiente y el premio al mejor intelectual de Brasil en 2011. Ab Saber fue profesor emérito de la Facultad de Filosofía y Humanidades de la Universidad de San Pablo (USP), profesor honorario del Instituto de Estudios Avanzados de la USP de la misma universidad y expresidente y Presidente Honorario de la Sociedad Brasileña para el Progreso de la Ciencia (SBPC). A pesar de declarar su retiro a finales de siglo, se mantuvo muy activo, dedicando su tiempo a la ciencia y su responsabilidad social. Su obra es notable, habiendo publicado más de 480 trabajos, la mayoría de ellos científicos.

## Biografía
El padre de Aziz Ab’Saber fue un vendedor ambulante del Líbano y su madre una mujer noble y simple de San Luis de Paraitinga. Se ha criado viendo las plantaciones de café de San Luis de Paraitinga y luego se traslada a la ciudad de San Pablo para realizar sus estudios de geografía y de historia a los diecisiete años, teniendo su función pública por primera vez como jardinero en la Universidad.
Trabajó durante varios años como profesor en instituciones secundarias. Más tarde enseñó en la Universidad Católica de San Pablo y, finalmente, en la Universidad de San Pablo.
Ab'Saber comenzó su investigación en geomorfología y pronto comenzó a recrear conceptos de las diferentes áreas del conocimiento.
Aziz Ab’Saber ha publicado más de 300 trabajos científicos, brindando importantes contribuciones a la ecología, biología evolutiva, fitogeografía, geología, arqueología, así como a la geografía. Entre algunas de estas contribuciones son múltiples los estudios que apoyan el descubrimiento de petróleo en el Potiguar continental y la coordinación en la creación de parques para la preservación de la Montaña del Mar y Japi. Ha realizado estudios exhaustivos en el campo climático y sobre el ecosistema continental de América del Sur, la reconstitución de la Paleontología del Sur de América, la planificación urbana, las encuestas de la geomorfología del clima de América del Sur, el desarrollo de modelos explicativos de la biodiversidad y estudios sobre las rutas de la migración de los pueblos precolombinos en América del Sur. También trabajó sobre las teorías de la educación, a fin de incluir programas de estudios en el sector de la educación los grados nacionales y regionales.
A pesar de su avanzada edad, el geógrafo se mantuvo un observador de la controversia política acerca del ambiente. Participó, por ejemplo, en la discusión sobre un nuevo Código Forestal en Brasil, que puede alterar las áreas obligatorias de conservación. También Ab Saber propuso la creación de un código de Biodiversidad para implementar la protección de las especies de la flora y fauna del Brasil.

## Características de su trabajo
Ab'Saber fue al mismo tiempo un gran científico y un humanista y educador. El resaltó el rol moral del científico en la sociedad, y abogó por un papel más activo de los científicos en ciencia aplicada y puesta al servicio de los movimientos sociales . Ese ideal fue muy importante para el Partido de los Trabajadores y fue inspirador para Lula durante un largo periodo. Más tarde se convirtió en un crítico del gobierno de Lula, debido a su política de ambiente – tenido como una gran frustración en la historia del movimiento ambientalista brasileño. El fuerte apoyo del gobierno al proyecto del trasvase del río San Francisco - principalmente relacionado con los intereses de los grandes terratenientes del Noreste de Brasil también contribuyó a su distancia. Con la credibilidad adquirida en décadas de trabajo como científico, Ab'Saber defiende a los movimientos sociales contra las obras de desarrollo hostiles a sus intereses y sus estilos de vida, tales como en el caso del río San Francisco o la presa ríos de Valle del Ribeira. Durante la reunión de la SBPC en el 2010, Ab'Saber ha realizado duras críticas a los cambios en el Código Forestal Brasileño que torna vulnerable la política ambiental brasileña.
Su última crítica se refería a la formulación de la conjetura del calentamiento global y la califica como controvertida. Ab'Saber no niega el calentamiento global, pero dijo que la contribución antropogénica para el fenómeno no es lo suficientemente conocida. Afirmó que algunas de las predicciones de los impactos se basa en supuestos erróneos, lo que resulta en el diagnóstico que carece de validez. Así señaló la ola de calor del verano (en el Hemisferio Sur) 2009 - 2010 como un ejemplo de cómo la interpretación de los fenómenos meteorológicos a veces se distorsiona. Si bien muchos sostienen que el calentamiento global fue el responsable de esto, Ab'Saber recordó que fue el pico de actividad de El Niño, que se repite cada doce (o trece años, o incluso cada 26 años) y por lo tanto un calor máximo esperado.
El valor científico de su obra es reconocido nacional e internacionalmente. Aziz Ab'Saber ha recibido tres veces el Premio Jabuti: dos veces en la categoría de Humanidades y una vez para ciencias.

## Obras escogidas
- Ab'Sáber, A. N.2010 A Obra de Aziz Nacib Ab-Saber, San Pablo, BECA 2010, 588 páginas y CD de libro y artículos
- Ab'Sáber, A. N. 1982. The paleoclimate and paleoecology of Brazilian Amazonia. In Biological Diversification in the Tropics. New York:Columbia University Press. p. 41-59
- Ab'Sáber, A. N. 1983. O domínio dos cerrados: introdução ao conhecimento. Revista Servidor Público. vol. 40, p. 41-55
- Ab'Sáber, A. N. 1986. Geomorfologia da região Corridor Carajás-São Luiz. In Carajás. Desafio Político, Ecologia e Desenvolvimento. São Paulo:CNPq. p. 88-123
- Ab'Sáber, A. N. 1989. Zoneamento ecológico e econômico da Amazônia: questão de escala e método. Revista Estudos Avançados. vol. 5, p. 4-20
- Ab'Sáber, A. N. 1990. Um plano differencial para o Brasil, Projeto Floram. Revista Estudos Avançados. vol. 5, p. 19-62
- Ab'Sáber, A. N. 1990. FLORAM: Nordeste Seco. Revista Estudos Avançados. vol. 4, p. 149-174
- Ab`Saber, A. N. Ecossistemas do Brasil. Metalivros, 2006

## Algunos premios y condecoraciones recibidas
- Profesor Emérito de la Universidad de San Pablo en la Facultad de Filosofía y Humanidades
- Profesor Honorario de la Instituto de Estudios Avanzados de la USP
- Doctor honoris causa, Universidade Estadual Paulista, Universidade Federal do Rio de Janeiro - UFRJ y Universidad del Estado de Río de Janeiro - UERJ
- Miembro de la Academia Brasileña de Ciencias[4]
- Miembro de Honor de la Sociedad Brasileña de Arqueología
- Almirante Álvaro Alberto Premio de Ciencia y Tecnología 1999
- Gran Cruz de la Orden Nacional del Mérito Científico en Brasil de Ciencias de la Tierra
- Premio Internacional de Ecología, 1998
- Premio UNESCO para la Ciencia y el Medio Ambiente, 2001
- Premio XI de agosto, otorgada por el Centro Académico XI de agosto en 2004
- Premio al Intelectual del año 2011, otorgado por la Sociedad Brasileña de Escritores en 2011[5]